# 雷尼尔维·勒特索隆亚尼
蘭尼爾維·列舒朗恩尼（英語：Reneilwe Letsholonyane，1982年6月9日—），南非职业足球运动员，现效力凱撒酋長。

## 球會生涯
列舒朗恩尼初期主要效力於低级别聯賽球隊，直到在2006年加盟卓莫科莫斯。两年后，他加盟凱撒酋長，經過一段時間的努力，現為球隊正選之一。

## 國際生涯
2008年開始為南非國家隊效力。

## 連結
- Career history （页面存档备份，存于） at National Football Teams